# Vănătoare de muște
Vănătoare de muște este un film din 1969 regizat de Andrzej Wajda.